# Никач, Дарко
Дарко Никач (15 сентября 1990 года; Подгорица, Югославия) — черногорский футболист, нападающий.
Начинал карьеру в подгорицком «Будучности». Играл за черногорскую «Младость» и «Грбаль», за индийское «Пуне» и венгерский «МТК». 2018 год провёл в узбекистанском клубе «Навбахор».
Играл за молодёжную сборную Черногории. В 2013—2014 годах сыграл три матча в составе национальной сборной Черногории в матчах против сборных Люксембурга, Ирана и Словакии.